# EGM architecten
EGM architecten is een architectenbureau met meer dan zeventig medewerkers gevestigd in Dordrecht. Het bureau houdt zich voornamelijk bezig met het ontwerpen van gebouwen in de publieke sector alsmede bedrijfspanden. Ook levert men adviesdiensten.

## Geschiedenis
Het bedrijf ontstond in 1974 uit een fusie van twee architectenbureaus: het bureau van Gerard Gerritse in Dordrecht en het bureau van Wout Eijkelenboom en Bram Middelhoek in Rotterdam.

### Gerritse Architectenbureau
Gerrit Gerritse (1899) begon in 1931 met zijn eigen architectenbureau. Gerritse was daarvoor werkzaam bij de gemeente Dordrecht. Hij ontwierp onder andere een aantal scholen (waaronder de Torenschool in Dordrecht) en een uitbreidingsplan. Halverwege de jaren 50 werd hij ziek en zijn zoon Gerard Gerritse (1931) nam in 1956 de eenmanspraktijk van zijn vader over. Kort hierna verkreeg zijn bureau een opdracht die de koers van het bureau een totaal andere wending zou geven. Het betrof de opdracht voor een grote verbouwing van het Diaconessenhuis in Dordrecht. Het bureau was op dat moment al werkzaam als huisarchitect voor kleine verbouwingen van het ziekenhuis. Het ziekenhuisbestuur kreeg echter geen toestemming voor de verbouwing en dit leidde uiteindelijk tot het besluit om een geheel nieuw ziekenhuis te bouwen, Refaja Ziekenhuis (1965-1970) aan de rand van Dordrecht, waarbij Gerritse de opdracht tot ontwerp van de gevels kreeg. Samen met een opdracht voor het verzorgings- en verpleegtehuis Vijverhof en Crabbehoff in Dordrecht werd in de jaren zestig de basis gelegd voor een specialisatie in de gezondheidszorg en de ouderenhuisvesting. Het bureau groeide in snel tempo van een eenmanszaak tot een bureau met op zijn hoogtepunt zestig werknemers.

### Boks, Eijkelenboom en Middelhoek architecten te Rotterdam
Joost Boks (1904) startte in 1931 als zelfstandig architect. In 1948 verkreeg het bureau de opdracht voor het Bouwcentrum Rotterdam. Vanaf 1951 werkten de architecten Eijkelenboom en Middelhoek bij het bureau van Boks. Hun dienstverband werd in 1958 omgezet naar een maatschap. 
Vanaf 1962 ging Boks’ gezondheid achteruit. Hij trad terug uit de maatschap, maar bleef wel verbonden als raadgevend architect. In 1964 verwierf het bureau de opdracht om het Nederlands paviljoen op de wereldtentoonstelling 1967 in Montreal, Canada te ontwerpen. Eijkelenboom reisde in verband met deze opdracht regelmatig naar Canada en werkte nauw samen met de Canadese architect George Eber. In 1968 kregen het bureau en Eber voor het ontwerp van het paviljoen de Reynolds Award, een prijs onder auspiciën van het American Institute of Architects. Het bureau had, vanwege de publiciteit die dit project had gekregen, verwacht meer opdrachten te verwerven. Dat viel echter tegen. Men had nog de uitbreiding van het Bouwcentrum en het Nijmeegse cultureel centrum De Lindenberg als lang doorlopende projecten omhanden, maar het was te weinig voor een gezonde continuïteit.

### De fusie van 1974
Een van de redenen dat er in 1973 fusiebesprekingen van start gingen, was de economische neergang die de oliecrisis van dat jaar met zich meebracht. Het directe contact tussen de beide bureaus was al in eerder stadium ontstaan, toen Gerritse van de Rotterdamse Stichting Interkerkelijk Ziekenhuis SIZ de opdracht kreeg een groot nieuw ziekenhuis te ontwerpen dat de oude ziekenhuizen Eudokia en Bethesda zou moeten vervangen. Gerritse kreeg van de ziekenhuiscommissie het advies samenwerking te zoeken met een collega-architect en benaderde Eijkelenboom. Er werd een half jaar over de SIZ-opdracht gepraat, voordat in 1973 duidelijk werd dat de plannen in de ijskast zouden verdwijnen. In 1974 besloten de bureaus tot een fusie omdat het in die periode beiden economisch niet voor de wind ging. Er was te weinig werk, opdrachten gingen niet door en er vielen ontslagen. De fusie werd daarnaast ook ingegeven door de wens van beide partijen om nieuwe collega’s te ontmoeten en het besef dat men elkaar kon aanvullen: Gerritse was sterk in gezondheidszorg en woningbouw en de maatschap Eijkelenboom en Middelhoek was gespecialiseerd in gezondheidszorg en utiliteitsbouw. Als gevolg van de fusie ontstond een bedrijf verdeeld over de eigen vestigingen in Rotterdam en in Dordrecht.

## Bekende projecten
| Naam                             | Locatie       | Jaar         | Afbeelding |
| -------------------------------- | ------------- | ------------ | ---------- |
| Ronald McDonald-huiskamer        | Nijmegen      | 2021         |            |
| Oogcentrum Noordholland          | Heerhugowaard | 2020         |            |
| Stadhuis Hengelo                 | Hengelo       | 2020         |            |
| Fontys Nexus Hogeschool          | Eindhoven     | 2019         |            |
| Curaçao Medical Center           | Willemstad    | 2019         |            |
| Justitieel complex Zaanstad      | Zaanstad      | 2016         |            |
| OI2 Labgebouw                    | Amsterdam     | 2016         |            |
| Erasmus MC                       | Rotterdam     | 2006 - 2018  |            |
| Woontoren StadsHeer              | Tilburg       | 2005-2007    |            |
| Woontoren Witte de With          | Rotterdam     | 2003         |            |
| Radboudumc                       | Nijmegen      | 1992 - 2021  |            |
| Uitbreiding ABN AMRO MeesPierson | Rotterdam     | 1989-1993    |            |
| UMC Utrecht                      | Utrecht       | 1989         |            |
| Ikazia Ziekenhuis                | Rotterdam     | 1968 - heden |            |